# Lewis (Carolina del Norte)
Lewis es un área no incorporada ubicada del condado de Granville en el estado estadounidense de Carolina del Norte, al norte de Oxford.